# سد ابنیزر
سد ابنیزر (به لاتین: Ebenezer Dam) یک سد در آفریقای جنوبی است که در لیمپوپو واقع شده‌است.